# 石鎚黒茶
石鎚黒茶（いしづちくろちゃ）は、愛媛県産の伝統的日本茶。好気的条件下の糸状菌による発酵の後、嫌気的条件下の微生物による発酵が行われる「二段階発酵」が特徴的な後発酵茶である。

## 特徴
西日本の最高峰・石鎚山の北西の山深い地、愛媛県西条市小松町石鎚中村で古くから作られている後発酵茶（黒茶）である。
「カビ付け」と「漬け込み」の二段階の発酵過程を経るのが特徴である。漬物のように重石を載せて桶で漬け込むことから、高知県の碁石茶や徳島県の阿波晩茶と合わせて「漬物茶」ともいわれる。
茶葉を茶袋に入れ、その茶袋を茶釜に入れて煮出される。これを、柄杓で湯呑に注ぎ入れられ飲まれる。発酵により、酸臭と酸味がある。加藤 (2008) は「特別の風味を感じる茶」であると評している。夏場に摘採される茶葉を使用するため、製茶前はカテキンを多く含むが、乳酸発酵によりカテキン量が減少する。これによって、水色は黄金色を呈する。

## 製法
基本的には碁石茶の製法と同じであるが、カビ付けのあとに揉捻の操作が加わる点で異なる。
糸状菌・チャともに生育の良い夏頃に、柔らかい葉から硬い葉まで一緒に摘み取る。これを蒸し器に入れて20 - 30分ほど蒸した後、むしろに広げて冷却する。桶に軽く詰めて1週間ほど放置し、カビ付けを行う。カビが生育した茶葉をむしろに広げて軽く揉み込む。再び桶に入れ、重石を載せて空気を遮断し、1 - 4週間放置し発酵させる。桶の表層の茶葉を取り除き、その下層を1 - 2日ほど天日干しすれば完成である。
発酵は種菌を用いず、製造現場の環境に由来する微生物の働きによって行われる。水野ら (2020) の研究では、コウジカビ Aspergillus、特にクロコウジカビ Aspergillus niger が一次発酵を進行させ、ラクトバチルス属 Lactobacillus、特にLactobacillus plantarum が二次発酵を進行させることを示唆している。

## 無形の民俗文化財
2018年（平成30年）3月8日、石鎚黒茶が高知県の碁石茶や徳島県の阿波晩茶とともに「四国山地の発酵茶の製造技術」として、記録作成等の措置を講ずべき無形の民俗文化財に選択された。この選択に応じて、西条市は石鎚黒茶を後世に伝えるべき貴重な民俗文化財として石鎚黒茶製造技術調査事業を実施した。2021年度（令和3年度）末に西条市教育委員会が調査の報告書を公開した。
文化審議会が、2023年（令和5年）1月20日に重要無形民俗文化財に指定するよう文部科学大臣に答申した。県内では宇和島市・北宇和郡中心の「伊予神楽」以来42年ぶりで2例目となる。3月22日、「石鎚黒茶の製造技術」として、国の重要無形民俗文化財に指定された。